# Хусейн бін Алі (король Хіджазу)
Хусейн бін Алі аль-Хашимі (араб. الحسين بن علي الهاشمي  
1853/1854 — 4 червня 1931) — арабський лідер з династії Хашимітів, шаріф та емір Мекки з 1908 року, після проголошення арабського повстання проти Османської імперії — король Хіджаза з 1916 по 1924 рік. Згідно з родоводом був прямим нащадком пророка Мухаммеда у 37-му коліні.
Хусейн бін Алі належав до клану Овн племені Катадідів (Бану Катаді) емірів Мекки, виховувався й зростав у Стамбулі та Мецці. 1908 року, після революції молодотурок, султан Абдул-Гамід II призначив його шаріфом та еміром Мекки. 1916 року, у відповідь на обіцяну британську підтримку арабської незалежності, Хусейн звинуватив партію молодотурок «Єдність та прогрес» у порушенні ісламу і обмеженні влади султана-халіфа та оголосив арабське повстання проти Османської імперії. Незабаром після початку повстання Хусейн оголосив себе «королем арабських країн», але його панарабські прагнення не підтримали союзники і визнали його лише королем Хіджаза.
Після Першої світової війни Хусейн відмовився від ратифікації Версальського договору на знак протесту проти Декларації Бальфура і встановлення британських і французьких мандатів у Сирії, Іраку і Палестині. Пізніше також відмовився підписати англо-хашимітський договір, що позбавило його британської підтримки, коли його королівство захопив Абдель-Азіз ібн Сауд. У березні 1924 року, після скасування Османського халіфату, Хусейн проголосив себе халіфом усіх мусульман. У жовтні 1924 року, зазнавши поразки від Ібн Сауда, зрікся престолу на користь старшого сина Алі. Сини Хусейна Фейсал та Абдалла 1921 року стали, відповідно, правителями Іраку та Трансйорданії.

## Ранні роки
Хусейн бін Алі бін Мухаммад бін Абд аль-Му'ін бін Овн народився в Стамбулі 1853 або 1854 року (1270 рік Хіджри) в родині шаріфа Алі бін Мухаммад, другого сина Мухаммада бін Абд аль-Му'ін, колишнього еміра Мекки. Він був нащадком пророка Мухаммада через свого пращура Хасана бін Алі і належав до старовинної хашимітської династії.
Його мати походила з Ємену, а бабця була черкешенкою.
За походженням належав до клану Дхаву Овн, гілки племені Бану Катаді. Бану Катаді керували еміратом Мекка з часів їхнього пращура Катада бін Ідріса, що став еміром 1201 року, і були останніми з чотирьох династій шаріфів Мекки X століття.
Хусейн бін Алі вперше відвідав Мекку у три роки, коли його дід, Мухаммад бін Овн, 1856 року вдруге став шаріфом Мекки і вирушив туди з родиною та синами. 1958 року шаріф Мухаммад помер і родина повернулася до Стамбула. Після смерті Хусейнового батька, Алі, родина знов вирушила до Мекки і оселилася у його дядька Абдалли, який наслідував посаду шаріфа Мекки. Хусейн жив під опікою шаріфа Абдалли в атмосфері змагань за посаду шаріфа між суперницькими кланами Дхаву Зайд та його власним Дхаву Овн, добре ознайомився з політикою та інтригами шаріфського оточення. Шаріфу Абдаллі наслідував Хусейн бін Мухаммад. Після вбивства шаріфа Хусейна бін Мухаммада бін Овн 1877 року, султан Абдул Гамід II відновив на посаді старого шаріфа Абда аль-Муталіба ібн Галіб з клану Дхаву Зайд і двадцятичотирирічний Хусейн повернувся в Стамбул. Достеменно невідомо, чи було це повернення вимушеним чи добровільним.

## Шаріф Мекки
В Стамбулі Хусейн разом з іншими представниками клану Дхаву Овн та колишнім шаріфом Овном аль-Рафіком бін Мухаммад бін Овн почали інтригувати на користь відновлення свого шаріфата, відвідувати іноземні амбасади, ця діяльність викликала гнів султана Абдул Гаміда. Останній побоювався, що Велика Британія прагне утворити халіфат у Мецці, цю ідею навіть обговорювали представники османського конституційного руху та британська преса. З цієї причини Хусейн бін Алі незабаром був висланий у Хіджаз.
Клан Дхаву Овн повернув собі керівництво еміратом 1882 року з відстороненням Абд аль-Мутталіба і призначенням шаріфа Овна аль-Рафіка, наступного старшого з синів шаріфа Мухаммада. В цей час Хусейн інтригував вже проти свого дядька, діючого шаріфа. Султану Абдул Гаміду доповідали, що він є свавільною і непокірною людиною, чиї погляди, в тих рідкісних випадках, коли він погоджувався їх висловити, демонструють небезпечний зміст і незалежне мислення. Тому в лютому 1893 року Хусейна, разом з трьома синами, Алі, Абдаллою та Фейсалом, знов відкликають жити у Стамбул. 1905 року шаріфом, замість померлого Овна аль-Рафіка, став кузен Хусейна, Алі бін Абдалла бін Мухаммад бін Овн. Хусейн продовжив інтригувати проти Алі, допоки 1908 року не зайняв його місце. Султан, з опозиції до молодотурецької партії «Єдність і прогрес», віддав йому перевагу проти кандидата молодотурок. На цей час Хусейну було вже понад п'ятдесят років, він, як його придворний друг, великий візир і сам султан, був людиною старомодною, провів більшу частину свого життя у почесному полоні при дворі в Стамбулі, і навіть сторонній ворожий погляд не виявив би чогось неналежного в його поведінці.

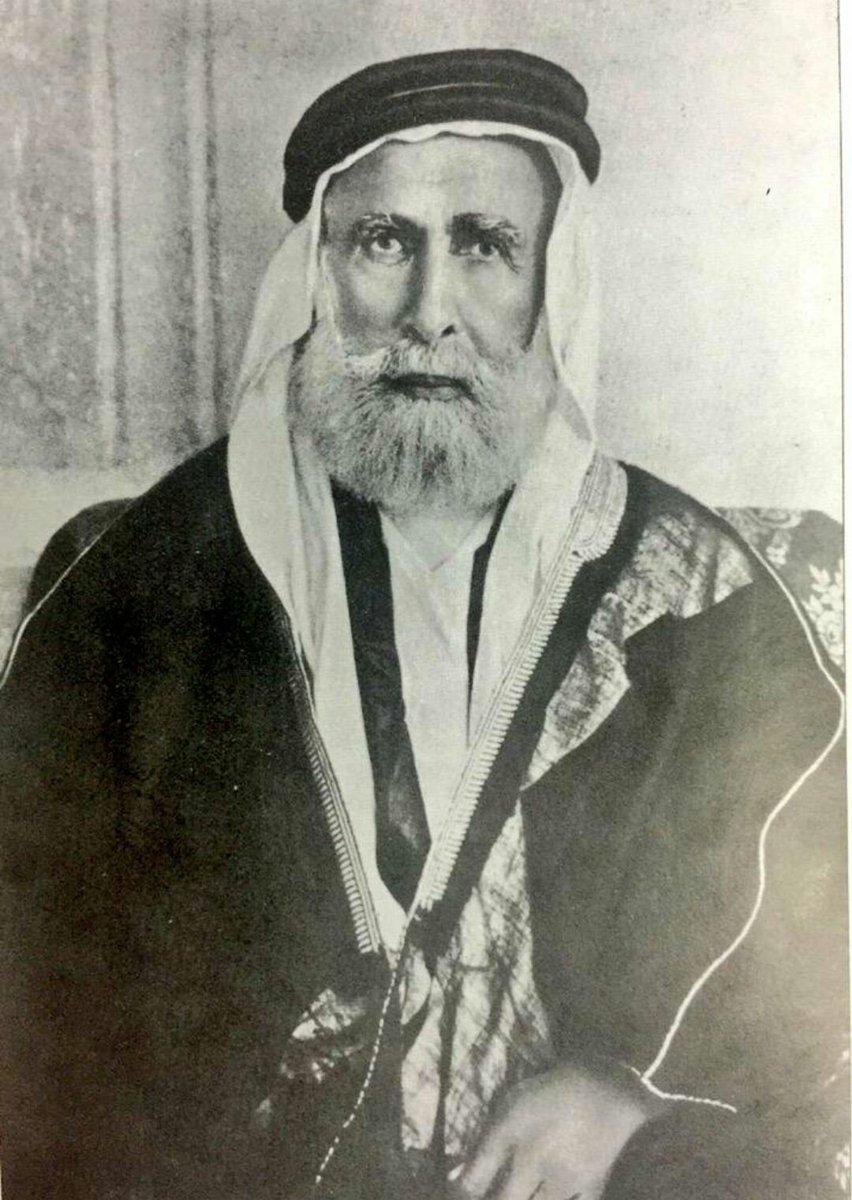
Хусейн бін Алі. 1916 рік

Підйом турецького націоналізму в Османській імперії, що завершився революцією молодотурок 1908 року, викликав незадоволення Хашимітів та розлад між ними й османськими революціонерами. Хусейн всіляко демонстрував відданість та лояльність султану, а оскільки султан внаслідок революції 1908 року став здебільшого фігурою декоративною і реальна влада належала молодотуркам, Хусейн все більше розходився з урядом і, зокрема, з його політикою централізації. Амбіції Хусейна бін Алі полягали в збереженні посади еміра для себе, а в майбутньому — для своєї родини. Він прагнув збільшити свою незалежність, тоді як центральний уряд «Єдності та прогресу» мав на меті зменшити її. Уряд просував будівництво Хіджазької залізниці, спрямоване, серед іншого, на обмеження автономії еміра. 1908 року було відкрито залізничне сполучення від сирійського Дамаска до Медіни у Хіджазі, але уряд планував її продовження до Мекки і порту Джидда. Це було загрозою для бедуїнських племен, що володіли єдиним транспортним засобом — верблюдами, і їхньому прибутковому контролю над маршрутами паломників до святих місць. Використання залізниці і телеграфу надавало уряду можливість контролювати Медіну, Мекку і решту Хіджазу. Запровадження урядового плану зробило б з Хусейна звичайного функціонера, тому він відповів підбурюванням племінних заворушень проти будівництва.
В роки, що передували Першій світовій війні, таємні товариства у Сирії та аравійські вожді племен прагнули отримати більше прав, ніж надавала їм імперія. 1911 року арабські депутати парламенту Османської імперії запропонували Хусейну очолити рух визволення від турецького ярма, але отримали відмову. З цього часу арабські націоналісти вважали його знаряддям в руках турецького уряду. Два сини Хусейна брали активну участь в політичному житті: Абдалла був депутатом парламенту від Мекки, а Фейсал — від Джидди. Абдалла переконував батька виступити проти уряду, сподіваючись на підтримку таємних товариств та Британії, Фейсал радив утриматись.
З початком війни уряд відклав завершення будівництва залізниці, проте зажадав людських ресурсів для армії, з досить прозорим наміром: Хіджаз мав доправити своїх солдатів для участі у віддалених операціях, а їхнє місце в гарнізонах (і контроль над Хіджазом) отримають турецькі війська. Хусейн просив уряд надати грошей для рекрутування війська та його спорядження, але так і не надіслав жодного підрозділу до османської армії.

## Арабське повстання
Хоча на початку Першої світової війни Хусейн лишався лояльним до Османської імперії, він, за порадою сина Абдалли, розпочав таємні переговори з британцями. Британський військовий міністр, фельдмаршал лорд Кітченер, під час зустрічей в Каїрі в лютому-квітні 1914 року з Абдаллою, обговорював можливість утворення арабського халіфату з центром у Мецці. 1915 року в листуванні з цього приводу з Генрі Макмагоном, Верховним комісаром Великої Британії в Султанаті Єгипет, Хусейн отримав пропозицію виступити в конфлікті проти Османської імперії на боці Антанти. Він зажадав визнання арабської нації, що включала Хіджаз та прилеглі території, а також проголошення Арабського ісламського халіфату. Верховний комісар Макмагон погодився і запевнив Хусейна, що його допомога буде винагороджена арабською імперією, яка охопить весь проміжок між Єгиптом і Персією, за винятком британських володінь та інтересів в Кувейті, Адені й сирійському узбережжі. Хусейну було надано запоруку арабської незалежності, що було несумісним з зобов'язаннями Великої Британії щодо Франції, які остаточно були оформлені у травні 1916 року Угодою Сайкса — Піко. Під тиском подій і шаріф, і Велика Британія вирішили відкласти свої розбіжності до повоєнного врегулювання, контури якого неможливо було передбачити в 1916 році.
Паралельно Хусейн через свого сина Фейсала відновив контакти з арабськими націоналістичними колами Дамаска, таємними товариствами аль-Ахд та аль-Фатат. Початок повстання суперечив його поглядам і був для Хусейна близьким до визнання поразки. Його політика полягала в тому, щоб займати нейтральну позицію і отримувати користь з обох сторін. Він неохоче зрушив на сторону союзників, змушений зробити це під загрозою неминучого відсторонення урядом молодотурків. На остаточне рішення вплинуло виявлення нових ризиків, що виникли влітку 1915 року, коли Джемаль-паша почав придушення дисидентів в арабських колах, з якими Хусейн (через свого сина Фейсала) підтримував контакти в Дамаску. Були проведені арешти і допити, до арештованих застосовували тортури та влаштовували судові процеси. 21 серпня 1915 року одинадцять осіб засудили за зраду. У наступні місяці хвиля арештів і судових процесів зросла, низка заарештованих була видатними діячами арабського життя, серед них були люди, що могли викрити подробиці контактів Фейсала з таємними товариствами аль-Ахд та аль-Фатат, а також обіцянок, наданих Хусейнуа Кітченером і Макмагоном. Шаріф, не впевнений, що вони будуть мовчати, звернувся до Джемаля-паші та Порти з проханням виявити милосердя до ув'язнених, але тільки скомпрометував себе цим зверненням.
У квітні 1916 року Хусейн дізнався від Джемаля-паші про 3 500 османських вояків, що мали перетнути Хіджаз разом з групою німецьких офіцерів з метою спорудження телеграфної станції на краю Аравійського півострова. Османський контингент був досить потужним, аби знищити Хусейна на шляху через його володіння. Ця новина, а також двадцять одна нова страта ув'язнених 6 травня в Бейруті і Дамаску, підштовхнули шаріфа до поспішних імпровізованих дій і пошуку захисту у британського Королівського флоту. Передбачливий Хусейн вже отримав понад 50 000 фунтів золотом від Порти, призначених для організації і спорядження війська на війну з англійцями, до цього він додав істотний перший внесок з Британії, призначений для організації і спорядження війська для боротьби з турками. Між 5 і 10 червня 1916 року в Хіджазі було оголошено арабське повстання проти Османської імперії. Королівський флот негайно рушив уздовж берегової лінії Хіджазу, що завадило подальшому просуванню німецько-турецьких сил.

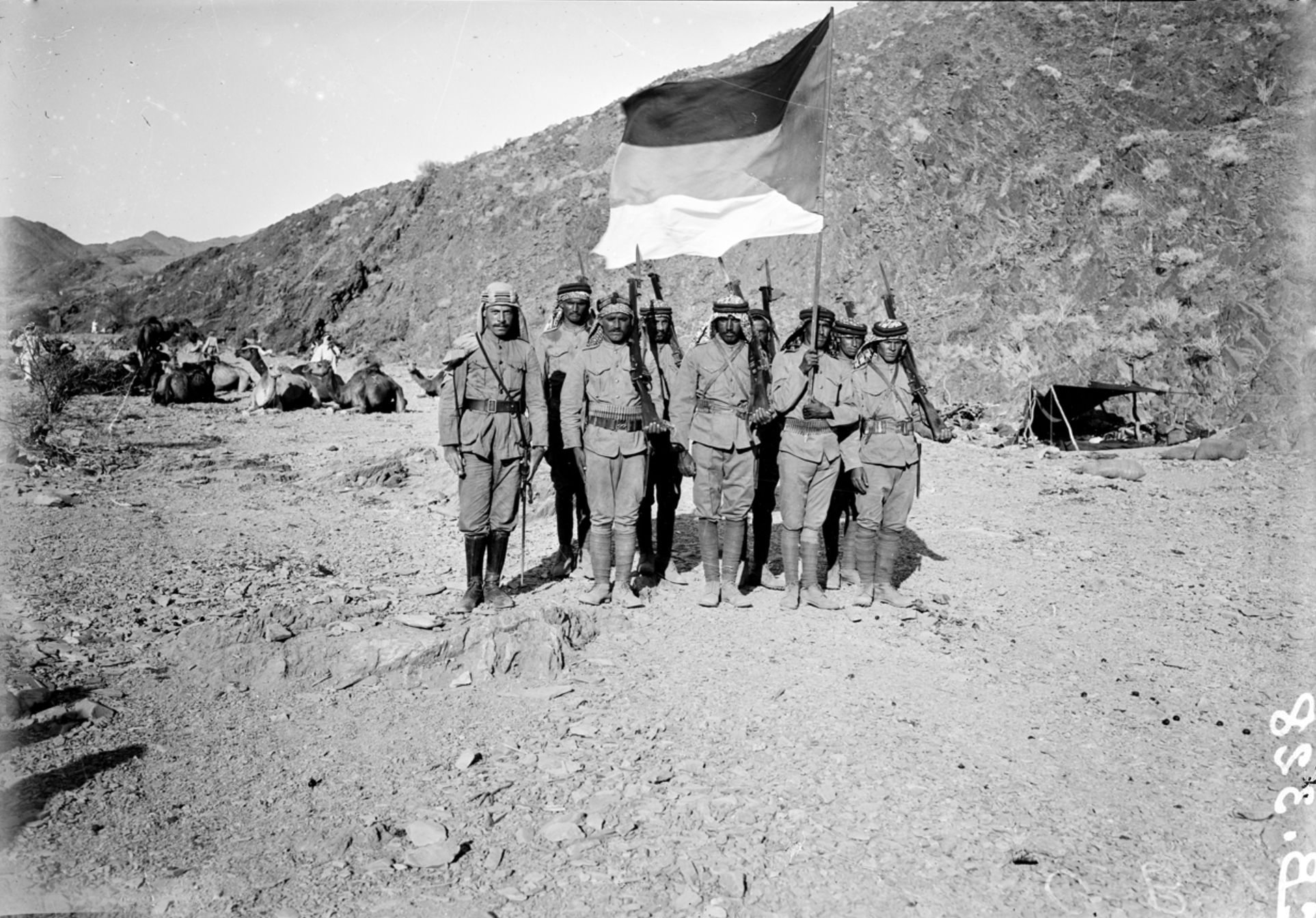
Учасники Арабського повстання 1916—1918 рр.

Очікувалось, що повстання отримає підтримку всього мусульманського і арабомовного світів. Найголовніша надія покладалась на підтримку арабських частин османської армії. Фейсал і Хусейн повідомили Британію, що очікують приєднання близько 100 000 арабських солдатів, це становило приблизно третину бойової потужності османської армії. Проте арабського повстання, на яке сподівався Хусейн, не відбулося, жоден арабський підрозділ османської армії не приєднався до Хусейна. Жоден політичний або військовий діяч Османської імперії не приєднався до нього чи союзників. Війська Хусейна складалися з кількох тисяч одноплемінників, субсидованих британськими грошима, він не мав регулярної армії і, за межами Хіджаза та сусідніх племен, не отримав підтримки повстання в жодній частині арабомовного світу.
За оцінкою Т. Е. Лоуренса, в листопаді 1916 року, аби розбити озброєну старовинними мушкетами армію шаріфа, вистачило б однієї роти турецьких регулярних військ.
Первісна військова проблема полягала в безпорадності невеликої кількості послідовників шаріфа проти османської артилерії. Їхні атаки на турецькі гарнізони в Мецці та Таїф були відбиті, так само як і атаки Медіни і порту Джидда. Британські кораблі і літаки прийшли на допомогу і атакували Джидду. Після захоплення порту була забезпечена висадка британських мусульманських військ з єгипетської армії, що рушили в середину країни допомогти Хусейну взяти Мекку і Таїф. Британці також легко захопили порти Рабіг, захищений менш ніж тридцятьма турками, та Янбу і, таким чином, британський Королівський флот отримав контроль над всім аравійським узбережжям Червоного моря.
Хусейн заборонив пересування країною християнським британським військовим підрозділам. Він тримався думки, з якою погодилися і британці, що це загрожуватиме його авторитету в мусульманському світі і що присутність у святих місцях немусульман буде сприйнята населенням як глибока образа. Це створювало проблему, адже сам по собі Хусейн не міг впоратися з турками. Неможливість участі британських експедиційних сил в Хіджазі змусила британських політиків, наскільки це було можливо, надавати професійну військову допомогу Хіджазу через мусульманських офіцерів і солдатів. Сам Хусейн з перших днів свого повстання не припиняв спілкування з молодотурками, аби, при можливості, повернутися на османський бік. Його програма лишалася незмінною: він прагнув більшої влади і автономії в Османській імперії, а також спадковості свого правління. Хоча англійці ще не знали про його листуванні з ворогом, вони швидко розчарувалися в шаріфі, оскільки він, на їхню думку, не був лідером новоствореного арабського націоналізму, мало цікавився націоналізмом і єдиною турботою мав розширення повноважень і територій.

## Король Хіджаза
Емір наполіг на проголошення себе королем арабів, хоча британці й попереджали його не робити цього, оскільки ці претензії не мали жодного підґрунтя в арабському середовищі. Зрештою Британія, попри глибоко розчарування нездатністю Хусейна до керівництва, була змушена підтримати його, наскільки це було можливо. Згідно з пізнішим звітом, Британія витратила загалом 11 мільйонів фунтів стерлінгів на субсидування повстання Хусейна.

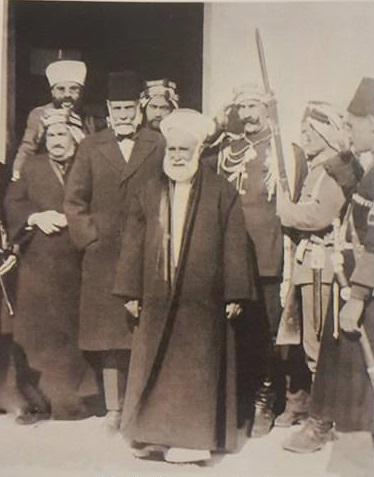
Хусейн бін Алі в Єрусалимі з мером міста (ліворуч). 1917 рік

2-го мухаррама 1335 року Хіджри (30 жовтня 1916 р.) син Хусейна, емір Абдалла скликав меджліс, де проголосив Хусейна бін Алі сувереном арабської нації. Присутні схвалили це рішення і проголосили його маліком аль-Араб, королем арабів. Попри запевнення Макмагона, Хусейн не отримав територій, обіцяних йому британськими союзниками. Макмагон стверджував, що землі, які запропоновані для нової арабської держави, не є суто арабськими, але справжньою причиною відмови були претензії Франції на ці території.
В середині 1917 року шаріфська армія складалася вже з близько 5 000 регулярних і багатьох тисяч нерегулярних військ. Значну частину регулярних сил становили арабські військовополонені з османської армії (більшістю іракці), що приєдналися до повстання. Нерегулярні сили в масі були непідготовленими і погано навченими арабами, що на короткий час, коли бойові дії відбувалися поблизу їхніх домівок, приєднувалися до повстання. Коли бойові дії віддалилися від Мекки, багато солдатів з Мекки вирішили, що виконали свою роль і повернулися додому. Повстанці довго не могли взяти Медіну, що трималася до січня 1919 року, але, водночас, просунулися на північ у напрямку Дамаску, створивши «сходи» союзних племен на заході Аравійського плато. Зброя, зерно і золото, що були надані Британією (обсяг субсидії дорівнював 125 000 фунтів стерлінгів на місяць), були засобами формування цих «сходів» і головною рушійною силою повстання. Багато племен боролися за тих, хто пропонував їм найбільші гроші. Деякі лідери племен, що погодилися битися на боці Британії і отримали її гроші та зброю, незабаром після цього переходили на бік турок, якщо їм пропонували більшу платню. Ця нестійкість демонструвала відсутність загальної зацікавленості в арабській єдності, кінцевій меті шаріфа Хусейна. Однак, сильні навички Фейсала у переговорах залучили на бік повстання багато племінних вождів, надавши Хашимітам необхідну підтримку.
Перші кілька місяців на чолі повстання перебував Алі, військо повстанців складалося з близько 30 000 осіб, переважно це були нерегулярні частини. До вересня 1916 року армію було поділено між синами шаріфа Хусейна, Алі, Абдаллою, Фейсалом і Зайдом, кожен з яких командував щонайменше 6 000 нерегулярних військ. Нурі аль-Саїд і Джафар аль-Аскарі, колишні офіцери Османської армії, переконані арабські націоналісти, приєдналися до повстання і очолили армію безпосередньо шаріфа. На початку 1917 року регулярні війська складали приблизно 4 000 осіб. Більшість з них перебували під командуванням Хусейна або Алі. З часом, коли найуспішнішим з чотирьох братів став Фейсал, більшість військ потрапила під його контроль. Значною мірою своїми успіхами Фейсал завдячував перебуванню поряд з ним Лоуренса Аравійського, що надав йому доступ до даних британської розвідки.
Після взяття Дамаску Фейсал утвердився в Сирії і правив там до остаточної поразки від французів у франко-сирійській війні 24 липня 1920 року. 1920 року Ліга Націй вирішила поділити землі Османської імперії за новоствореною мандатною системою. Країна, що отримала мандат, була відповідальною за управління підмандатною територією до набуття нею державної незалежності. Британці отримали мандати Палестини та Месопотамії (Ірак), а французи — мандат Сирії та Лівану. Ці мандати та їхні кордони відповідали розділу, передбаченому угодою Сайкса—Піко 1916 року.

## Вигнання та зречення
Декларація Бальфура ускладнила ситуацію в регіоні, оскільки обіцяла створення єврейської держави в Палестині замість надання цієї території шаріфу Хусейну як частини арабського королівства. Хоча палестинське питання не отримало рішення, 1921 року англійці вирішили надати сину Хусейна Абдаллі новостворений емірат Трансйорданію. Під контролем Хусейна британці залишили Хіджаз і допомогли Фейсалу прийти до влади в Іраку. Шаріф Хусейн продовжував правити Хіджазом і, після скасування турецького халіфату Великими національними зборами Туреччини 3 березня 1924, оголосив себе халіфом. Претензія на титул була сприйнята арабами суперечливо. Насамперед, це посилило його давній конфлікт з Абдулазізом ібн Саудом, що мав місце через відмінності в релігійних переконаннях. Проти Ібн Сауда Хусейн воював на боці Османської імперії ще до Першої світової війни.
Хоча Велика Британія підтримувала Хусейна у арабському повстанні, вона не стала допомагати йому у війні проти саудитів, Ібн Сауд зайняв Мекку, Медіну і Джидду. У жовтні 1924 король Хусейн був змушений зректися королівства, втекти на Кіпр, а згодом перебратися в Трансйорданію, де його син Абдалла був еміром. Попри вигнання і поразку у війні, Хусейн продовжував використовувати титул халіфа, навіть коли жив в еміраті свого сина, Трансйорданії. Після зречення Хусейна, інший з його синів, Алі, на короткий час наслідував трон Хіджаза і продовжив війну, але теж був змушений тікати від саудівських військ. Хусейн бін Алі помер в Аммані 1931 року і був похований в Єрусалимі на Храмовій горі.

## Шлюби та діти
Хусейн мав чотирьох дружин, від трьох з них у нього було п'ять синів і три дочки:
- Алі, останній король Хіджаза
- Хасан
- Абдалла, емір і король Трансйорданії
- Фейсал, король Сирії та Іраку
- Зейд, наступник короля Іраку Фейсала ІІ
- Фатіма
- Салеха
- Сара

## Нагороди
- Великий магістр (засновник) Вищого Ордена Відродження (Хіджаз, 1917).[28]
- Великий магістр (засновник) Ордена Незалежності (Хіджаз, 1921).[29]
- Кавалер Великого ланцюга Ордена Мухаммеда Алі (Єгипет).
- Лицар Великого Хреста Орден Лазні (Велика Британія, 11.03.1920).
- Кавалер Ордена Слави першого класу (Османська Імперія, 29.10.1908).